# Oleșcenkove, Lîpova Dolîna
Oleșcenkove (în ucraineană Олещенкове) este un sat în comuna Beieve din raionul Lîpova Dolîna, regiunea Sumî, Ucraina.

## Demografie
Componența lingvistică a localității Oleșcenkove
     Ucraineană (100%)
Conform recensământului din 2001, toată populația localității Oleșcenkove era vorbitoare de ucraineană (100%).